# Gunnar Nordin (konstnär)
Carl Gunnar Valentin Nordin, född 8 juli 1897 i Eljaröd i Kristianstads län, död 30 november 1978 i Malmö S:t Petri församling, var en svensk bankkamrer och skulptör.
Han var son till skräddaren Ola Nordin och Emma Lagerstedt samt från 1929 gift med Eva Bröchner-Ohlsson. Nordin bedrev först konststudier i London 1929 och efter en viss frånvaro från konsten återupptog han sina studier för Anders Olson i Malmö 1941–1943 och Harald Isenstein 1943–1945 därefter följde studieresor till de flesta av Europas länder. Han medverkade från 1945 i ett flertal samlingsutställningar arrangerade av Skånes konstförening och senare även med Trelleborgs konstförening och Kulla konst i Höganäs. För Ystads krematorium utförde han en jordfästningsskål i ek och brons samt ett krucifix i brons för Sankt Olofs kyrka i Kristianstads län. Han specialiserade sig på porträtt och avbildade ett drygt 70-tal personer bland annat av Bernhard Sönnerstedt och Nils Ludvig Olsson. Förutom porträtt består hans konst av djur och figurer utförda i brons, trä eller huggen sten. Nordin är gravsatt i minneslunden på Limhamns kyrkogård.